# Белохвостая пигалица
Белохвостая пигалица (лат. Vanellus leucurus) — вид птиц семейства ржанковых. Напоминает телосложением чибиса, но мельче (140—150 грамм) и выше на ногах. Спина дымчато-бурая, грудь пепельно-серая, лицевая часть головы, хвост и большая часть крыльев белые. У летящей птицы хорошо видны черные концы крыльев, отграниченные от серой спины и основания крыльев широкой белой полосой.

## Ареал
Населяет Среднюю и Юго-Восточную часть Азии. Поселяются они по берегам рек и озер пустынной зоны. Как и остальные пигалицы, гнездятся рыхлыми колониями, коллективно охраняя покой своего маленького сообщества. Гнезда устраивают на сухих местах недалеко от воды. В кладе 3—4 пятнистых яйца. Подробности гнездовой жизни изучены слабо.